# 김광주 (축구인)
김광주(金光柱, 1968년 4월 7일 ~ )는 조선족 축구인으로 현역 시절 포지션은 수비수였다.

## 축구인 생활
어려서부터 축구에 흥미를 지녀 허룽시체육학교에 입학했으며 작은 키로 인해 주로 윙어로 뛰며 대회 1등을 거두기도 했다.
이후 키가 크면서 수비수로 포지션을 바꾸었고 1992년에는 드디어 성인팀 지린성 축구단에 입단하게 되었다.
이후에 소속팀에서 오랫동안 주장으로 활약하면서 팀의 상승세에 기여하였고 덕분에 중국 축구 국가대표팀에도 발탁되었다.
2001년부터는 일본으로 가서 지도자 교육을 받은 허룽시체육학교 및 옌볜 2팀에서 지도자로 활약했으며 2009년부터는 옌볜 푸더의 감독직을 맡게 되었다.